# Cucullia timberia
Cucullia timberia är en fjärilsart som beskrevs av Max Wilhelm Karl Draudt 1933. Cucullia timberia ingår i släktet Cucullia och familjen nattflyn. Inga underarter finns listade i Catalogue of Life.